# Wohnhaus am Checkpoint Charlie

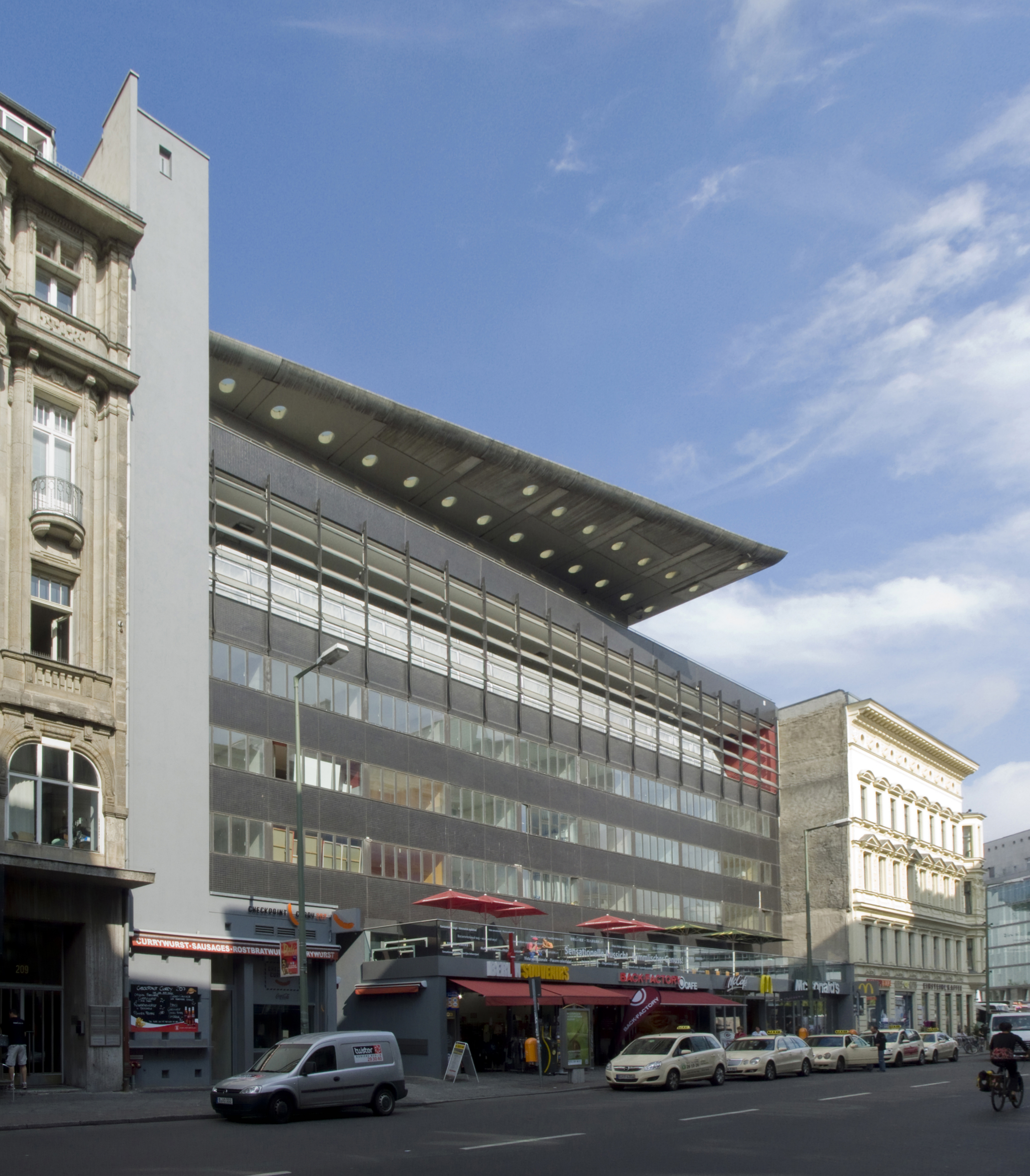
Wohnhaus am Checkpoint Charlie

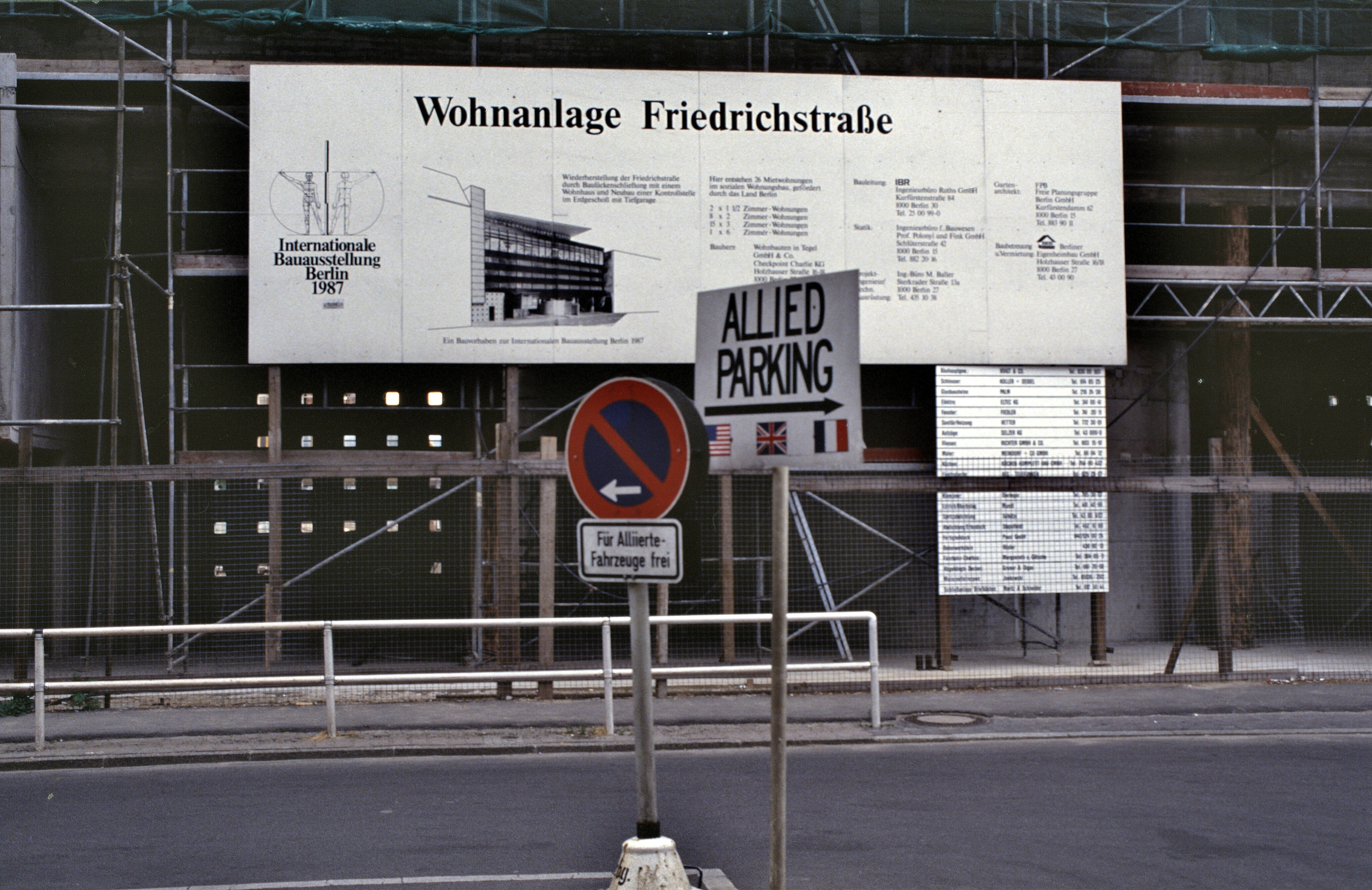
Wohnanlage Friedrichstraße in der Bauphase 1989

Das Wohnhaus am Checkpoint Charlie ist ein mischgenutztes Gebäude in der Friedrichstraße 207/208 im Berliner Ortsteil Kreuzberg. Das Gebäude wurde im Zuge der Internationalen Bauausstellung 1987 errichtet und gilt als eines der Frühwerke des Rotterdamer Architekturbüros OMA.

## Konzeption und Erstellung
Das Gebäude wurde vom griechischen Architekten Ilias Zengelis und dem Office for Metropolitan Architecture entworfen und im Rahmen der Internationalen Bauausstellung 1987 verwirklicht. Baubeginn war 1987 und 1990 wurde der Bau fertiggestellt. Das Gebäude liegt in direkter Nähe zum Checkpoint Charlie, einem ehemaligen Grenzübergang zwischen Ost- und West-Berlin, der durch die Errichtung der Berliner Mauer entstand. Das Haus am Checkpoint Charlie war neben der Niederländischen Botschaft in Berlin lange Zeit das einzige realisierte Projekt von OMA in Berlin. Inzwischen ist mit der Fertigstellung des Springer-Campus 2020 wenige hundert Meter entfernt ein weiteres Gebäude hinzugekommen. 
Rem Koolhaas war im Rahmen eines vorangegangenen Wettbewerbs zwar maßgeblich am konzeptuellen Rahmen des Projekts beteiligt, er lehnte später allerdings eine weitere Arbeit für die IBA aus mangelndem Einverständnis mit deren Zielsetzungen ab. Die konkrete Planung des Gebäudes erfolgte schließlich durch Zengelis und Matthias Sauerbruch, der als Kontaktarchitekt fungierte.
Von Anfang an war eine gemischte Nutzung vorgesehen, die auch heute noch in abgeänderter Form fortbesteht. So wurde der obere Teil des Gebäudes für den sozialen Wohnungsbau in Berlin konzipiert. In direkter Grenznähe sollte das Gebäude außerdem auch Funktionen für die Grenztruppen der amerikanischen Streitkräfte und den Berliner Zoll übernehmen. Das Erdgeschoss bot Wendemöglichkeiten für die Grenzkontrollposten, während eine zweigeschossige Halle mit eingestellten Pavillons durch den Zoll genutzt werden sollte. Diese Sonderfunktionen sind der Grund, warum das Erdgeschoss mit nur sehr wenigen Stützen auskommt. Mit Blick auf diesen konstruktiven Mehraufwand wurde für die Planung der bekannte Bauingenieur Stefan Polónyi hinzugezogen. Aufgrund der engen Platzverhältnisse in der Friedrichstraße weist das Gebäude keine Schließung der Straßenflucht auf. 
Mit dem Mauerfall wurden die Einrichtung für Zoll und Grenztruppen überflüssig. Bis zum Jahr 1994 wurde das Erdgeschoss zu einer Geschäftszeile umgebaut, 2009 folgte eine wesentliche Verkleinerung des straßenseitigen Eingangs zugunsten eines weiteren Geschäfts.